# ディルショド・チョリエフ
ディルショド・チョリエフ（ラテン語: Dilshod Choriev、1985年7月3日 - ）はウズベキスタンのカシュカダリヤ州出身の男子柔道家。軍隊に所属している。

## 来歴
柔道は13歳の時にカルシで始めた。2009年の世界選手権で3位となった。
2012年8月のロンドンオリンピックでは7位だった。

## 主な戦績
- 2004年 - アジアジュニア　優勝(73kg級)
- 2009年 - アジア選手権　2位
- 2009年 - グランドスラム・モスクワ　5位
- 2009年 - 世界選手権　3位
- 2009年 - グランプリ・アブダビ　優勝
- 2009年 - グランドスラム・東京　3位
- 2010年 - ワールドマスターズ　3位
- 2010年 - グランドスラム・パリ　2位
- 2010年 - グランプリ・デュッセルドルフ　3位
- 2010年 - グランドスラム・モスクワ　3位
- 2010年 - ワールドカップ・アルマトイ　2位
- 2010年 - アジア大会　2位
- 2010年 - グランドスラム・東京　3位
- 2011年 - グランドスラム・パリ　5位
- 2011年 - アジア選手権　3位
- 2011年 -グランプリ・バクー　優勝
- 2011年 - グランドスラム・モスクワ　5位
- 2011年 - ワールドカップ・タシュケント　優勝
- 2011年 - ワールドカップ・アルマトイ　3位
- 2011年 - グランプリ・アブダビ　5位
- 2012年 - グランドスラム・パリ　優勝
- 2012年 - アジア選手権　優勝
- 2012年 - グランドスラム・モスクワ　5位
- 2012年 - ロンドンオリンピック　7位
- 2012年 - グランプリ・アブダビ　3位
- 2013年 - グランドスラム・パリ　3位
- 2013年 - ワールドカップ・タシュケント　3位
- 2014年 - グランドスラム・チュメニ　2位
- 2014年 - アジア大会　個人戦　2位　団体戦　3位
- 2016年 - グランプリ・サムスン　3位
- 2017年 -　グランプリ・タシュケント　2位

(出典、JudoInside.com)。